# Liste des épisodes d'Amazing Spider-Man : Les années lycée
Pour un article plus général, voir Liste des épisodes de Spider-Man.
La liste des épisodes d'Amazing Spider-Man : Les années lycée est une liste de comic books autour du personnage de Spider-Man.

## Les années lycée (#1 - #30)
Le premier arc narratif d'Amazing Spider-Man est celui des années de Peter au lycée. Il s'achève au #30, lorsque Peter obtient son diplôme de lycée.
Les crédits liés au scénario ont fait l'objet de disputes entre Stan Lee et Steve Ditko. Les dix premiers numéros auraient été scénarisés uniquement par Lee, et les suivants, jusqu'au 31, par Ditko. Ce dernier n'est crédité comme scénariste qu'à partir du #25. Certains historiens considèrent que Ditko a commencé à scénariser entièrement à partir du #18.
| Numéro | Titre | Scénariste | Dessinateur | Date de publication |
| --- | --- | --- | --- | --- |
| | | | | |
| 1 | Spider-Man (Spider-Man: Freak! Public Menace!) | Stan Lee | Steve Ditko | Mars 1963 |
| Peter décide de redevenir une star de la télévision pour aider financièrement sa tante. Il perd son travail lorsque J. Jonah Jameson, éditeur-en-chef du Daily Bugle, commence à le diffamer dans les journaux. Le lendemain, Peter décide de se rendre au lancement de la fusée conduite par le fils de Jameson, John Jameson. Celui-ci se retrouve en difficulté dans sa capsule au retour d'un vol spatial. Peter enfile son costume et monte à bord d'un jet, et réussit à dévier de sa trajectoire la capsule de Jameson, lui évitant une mort certaine. Jameson amplifie sa campagne de dénigrement. | | | | |
| | Le Caméléon attaque (Spider-Man vs. The Chameleon!) | | | |
| Ayant besoin d'argent, Spider-Man rend visite aux Quatre Fantastiques pour leur demander d'intégrer leur groupe, moyennant salaire. Ceux-ci refusent, et Spidey repart, déçu. Pendant ce temps, un criminel du nom du Caméléon prépare le vol de technologie militaire pour les transmettre à l'URSS. Il décide de commettre un vol en se faisant passer pour lui. Spidey réussit à le battre et il est arrêté. | | | | |
| Remarques | Première apparition de J. Jonah Jameson et de John Jameson dans la continuité originale. Début de la campagne de dénigrement du Bugle contre Spider-Man. Première apparition des Quatre Fantastiques et du Caméléon. Première fois que Spider-Man est à court de toiles.                  | Première apparition de J. Jonah Jameson et de John Jameson dans la continuité originale. Début de la campagne de dénigrement du Bugle contre Spider-Man. Première apparition des Quatre Fantastiques et du Caméléon. Première fois que Spider-Man est à court de toiles.                  | Première apparition de J. Jonah Jameson et de John Jameson dans la continuité originale. Début de la campagne de dénigrement du Bugle contre Spider-Man. Première apparition des Quatre Fantastiques et du Caméléon. Première fois que Spider-Man est à court de toiles.                  | Première apparition de J. Jonah Jameson et de John Jameson dans la continuité originale. Début de la campagne de dénigrement du Bugle contre Spider-Man. Première apparition des Quatre Fantastiques et du Caméléon. Première fois que Spider-Man est à court de toiles.                  |
| | | | | |
| 2 | Duel à mort contre le Vautour (Duel to the death with the Vulture) | Stan Lee | Steve Ditko | Mai 1963 |
| New York est terrorisée depuis plusieurs jours par un homme-oiseau. Jameson a besoin de photos de l'animal pour son journal Now, mais aucun photographe ne réussit. Peter décide de prendre le Vautour en photo pour gagner de l'argent. Il le traque, mais le Vautour met K.O. Spider-Man et le jette dans un château d'eau. Spidey réussit à s'en sortir et retourne le combattre. Le Vautour est arrêté. En vendant ses premières photos à J. Jonah Jameson, Peter peut payer le loyer de sa tante pour les prochains mois. | | | | |
| | On l'appelait le bricoleur... (The uncanny threat of the terrible Tinkerer) | | | |
| Le professeur Raymond Warren recommande Peter Parker au docteur Cobbwell, un des plus grands chercheurs en électronique de New York. Peter doit passer à un magasin d'électronique pour récupérer une machine pour Cobbwell pendant le week-end. Lorsqu'il se trouve dans la boutique, tenue par celui qui se fait appeler le Bricoleur, le sens d'araignée de Peter bourdonne. Après avoir travaillé avec Cobbwell, Spider-Man se rend à la boutique et découvre que, dans son complexe souterrain, le Bricoleur espionne les hommes influents de la planète pour le compte d'extra-terrestres. Il voit ses plans déjoués par Spider-Man. Les extra-terrestres s'enfuient.                                                                                             | | | | |
| Remarques | Premier travail de Peter Parker auprès de Jameson comme photographe. Première amélioration de la toile de Spider-Man. Première apparition du Vautour et du Bricoleur. | Premier travail de Peter Parker auprès de Jameson comme photographe. Première amélioration de la toile de Spider-Man. Première apparition du Vautour et du Bricoleur. | Premier travail de Peter Parker auprès de Jameson comme photographe. Première amélioration de la toile de Spider-Man. Première apparition du Vautour et du Bricoleur. | Premier travail de Peter Parker auprès de Jameson comme photographe. Première amélioration de la toile de Spider-Man. Première apparition du Vautour et du Bricoleur. |
| | | | | |
| 3 | Spider-Man contre le Docteur Octopus (Spider-Man versus Doctor Octopus) | Stan Lee | Steve Ditko | Juillet 1963 |
| Le docteur Otto Octavius, chercheur dans le nucléaire, est connu pour utiliser des tentacules métalliques pour manipuler des produits chimiques dangereux. Une explosion dans son laboratoire soude ses tentacules métalliques à son corps et le rend fou. Transféré à l'hôpital, il prend ses employés en otage. Peter est envoyé sur les lieux par Jameson pour prendre des photos, mais est sèchement battu par Octavius. Déprimé, il faut à Peter un discours de la Torche humaine à son lycée pour lui remonter le moral. Il retourne se battre contre le docteur Octopus et gagne. Il est emprisonné. | | | | |
| Remarques | Première apparition du docteur Octopus. | Première apparition du docteur Octopus. | Première apparition du docteur Octopus. | Première apparition du docteur Octopus. |
| | | | | |
| 4 | Rien n'arrêtera... l'Homme-Sable (Nothing can stop... the Sandman) | Stan Lee | Steve Ditko | Septembre 1963 |
| Le FBI pourchasse récemment un homme fait de sable qui cambriole des banques. Il s'agit de Flint Marko, l'Homme-sable qui terrorise les boutiquiers. Spidey doit battre en retraite face à lui. Au siège du Bugle, Peter parle à Jameson et rencontre sa secrétaire, Betty Brant. Chargé d'aller prendre des photos de l'Homme-Sable, il doit annuler son rendez-vous romantique avec Liz Allan. Pourchassé par la police, Marko se réfugie au lycée Midtown, où se trouve Peter. Sortant son costume, il parvient à battre Marko en utilisant un aspirateur industriel. | | | | |
| Remarques | Première apparition de l'Homme-Sable, Betty Brant et Jessica Jones (révélé dans Amazing Spider-Man #601) | Première apparition de l'Homme-Sable, Betty Brant et Jessica Jones (révélé dans Amazing Spider-Man #601) | Première apparition de l'Homme-Sable, Betty Brant et Jessica Jones (révélé dans Amazing Spider-Man #601) | Première apparition de l'Homme-Sable, Betty Brant et Jessica Jones (révélé dans Amazing Spider-Man #601) |
| | | | | |
| 5 | Le Dr Fatalis a voulu sa perte (Marked for destruction by Dr Doom) | Stan Lee | Steve Ditko | Octobre 1963 |
| Le docteur Fatalis contacte par télépathie Spider-Man pour le recruter afin qu'ils battent ensemble les Quatre Fantastiques. Spidey refuse, et se fait battre par Fatalis. Au Bugle, Peter remarque Betty Brant, qui considère que la croisade de Jameson contre Spider-Man dévalue la parole du journal. Flash Thompson se déguise en Spider-Man pour faire peur à Peter, mais se fait enlever par Fatalis. Parti le délivrer, Spider-Man combat Fatalis qui s'enfuit à l'arrivée des Quatre Fantastiques. | | | | |
| Remarques | Première apparition du docteur Fatalis. | Première apparition du docteur Fatalis. | Première apparition du docteur Fatalis. | Première apparition du docteur Fatalis. |
| | | | | |
| 6 | Face-à-face avec le Lézard (Face-to-face with... the Lizard) | Stan Lee | Steve Ditko | Novembre 1963 |
| Un homme-lézard aperçu en Floride fait la une des journaux à New York. Peter se renseigne sur les lézards au musée d'histoire naturelle. Il tombe sur Flash et Liz. Cette dernière se fait prendre en otage par des cambrioleurs, que Spider-Man bat rapidement. Spidey rend visite à Jameson pour lui dire d'envoyer un photographe en Floride ; Peter est donc recruté. Arrivé sur place avec Jameson, il apprend que le Docteur Curtis Connors, chirurgien amputé d'un bras, est devenu le Lézard en essayant sur lui un sérum afin de retrouver son membre perdu. Spider-Man fabrique un antidote et parvient à lui rendre son apparence normale. | | | | |
| Remarques | Première apparition de Curtis Connors, du Lézard, de Martha Connors et de Billy Connors. Première aventure qui ne se passe pas à New York. | Première apparition de Curtis Connors, du Lézard, de Martha Connors et de Billy Connors. Première aventure qui ne se passe pas à New York. | Première apparition de Curtis Connors, du Lézard, de Martha Connors et de Billy Connors. Première aventure qui ne se passe pas à New York. | Première apparition de Curtis Connors, du Lézard, de Martha Connors et de Billy Connors. Première aventure qui ne se passe pas à New York. |
| | | | | |
| 7 | Un Vautour parmi nous (The return of the Vulture) | Stan Lee | Steve Ditko | Décembre 1963 |
| Le Vautour s'échappe de prison. Peter entend la nouvelle à la radio pendant un cours de sport, et doit se ridiculiser pour quitter le lycée et partir à la recherche du Vautour. Durant leur bataille aérienne, Spidey n'arrive pas à se réceptionner et se casse le bras. Le Vautour s'en prend à Jameson, que Spider-Man est bien obligé de défendre. Il bat le Vautour et retourne au siège du Bugle, où il commence un flirt avec Betty Brant. | | | | |
| | | | | |
| 8 | Le cerveau vivant (The living brain) | Stan Lee | Steve Ditko | Janvier 1964 |
| Le professeur Warren fait venir au lycée Midtown le Living Brain, un robot doté d'une intelligence artificielle. Elle peut répondre à toutes les questions. La classe demande à savoir l'identité de Spider-Man. Elle produit un ruban avec des symboles mathématiques que Peter est chargé de décoder pour le cours du lendemain. Flash casse les lunettes de Peter, et Warren propose qu'ils résolvent leur problème dans un combat de boxe. Alors que Peter Paker et Flash Thompson s'affrontent dans un combat de boxe, un robot pris de folie saccage le lycée. Peter le bat en tant que Spider-Man, et lance la rumeur selon laquelle Flash est en réalité Spider-Man.                                                                                            | | | | |
| | Spider-Man contre la Torche (Spider-Man tackles the Torch) | Stan Lee | Jack Kirby | |
| Spider-Man décide d'aller interrompre une fête organisée chez la Torche Humaine. Les deux super-héros s'affrontent. Les trois autres membres des Quatre Fantastiques arrivent et sont réconciliés par Jane Storm. | | | | |
| Remarques | La deuxième histoire de ce numéro est la première histoire d'Amazing Spider-Man dessinée par Jack Kirby. | La deuxième histoire de ce numéro est la première histoire d'Amazing Spider-Man dessinée par Jack Kirby. | La deuxième histoire de ce numéro est la première histoire d'Amazing Spider-Man dessinée par Jack Kirby. | La deuxième histoire de ce numéro est la première histoire d'Amazing Spider-Man dessinée par Jack Kirby. |
| | | | | |
| 9 | Alias Electro (The man called Electro) | Stan Lee | Steve Ditko | Février 1964 |
| Peter met son costume pour aller chercher des médicaments pour tante May : sa santé s'est dégradée récemment, et elle est transportée à l'hôpital. En plus de cela, un individu qui se fait appeler Electro, qui contrôle l'électricité, commence à terroriser la ville. Jameson fait croire à tout le monde qu'Electro est Spider-Man. Peter doit payer 1000$ à l'hôpital pour les frais de santé de May. Peter part à la recherche d'Electro pour gagner le prix et le bat. Betty Brant vient à l'hôpital lui tenir compagnie pendant l'opération de May, qui est un succès. Peter apprend que Betty lui cache quelque chose au sujet de son passé. | | | | |
| Remarques | Première apparition de Max Dillon/Electro. | Première apparition de Max Dillon/Electro. | Première apparition de Max Dillon/Electro. | Première apparition de Max Dillon/Electro. |
| | | | | |
| 10 | Les Exécuteurs (The Enforcers) | Stan Lee | Steve Ditko | Mars 1964 |
| Un mois plus tard, le mystérieux Grand Homme et ses Exécuteurs font déferler une vague de criminalité sur New York. Tante May quitte enfin l'hôpital après une transfusion sanguine à partir du sang de Peter. Elle part en vacances en Floride. Peter découvre que Betty est régulièrement rackettée par les Exécuteurs. Il se bat contre eux mais échoue à les arrêter. Il croise Jameson dans la rue et le soupçonne d'être le Grand Homme. Il arrête les Exécuteurs, mais le Grand Homme s'échappe. C'est finalement le journaliste du Bugle, Frederik Foswell, qui avoue être le maître du crime. | | | | |
| Remarques | Première apparition du Grand Homme, des Exécuteurs et de Frederick Foswell. | Première apparition du Grand Homme, des Exécuteurs et de Frederick Foswell. | Première apparition du Grand Homme, des Exécuteurs et de Frederick Foswell. | Première apparition du Grand Homme, des Exécuteurs et de Frederick Foswell. |
| | | | | |
| 11 | L'Heure H (Turning point) | Stan Lee | Steve Ditko | Avril 1964 |
| Le docteur Octopus est libéré de prison, sous l'œil vigilant de Spider-Man, un an après avoir été arrêté. Son ancien ennemi monte dans une voiture conduite, à la grande surprise de l'Araignée, par Betty Brant. Il suit la voiture en posant dessus une araignée émettrice qu'il vient d'inventer. Peter retrouve Betty à Philadelphie, où elle lui explique la situation : elle agit pour sauver son frère, l'avocat Bennet Brant, que fait chanter le criminel Blackie Gaxton. Octopus fait sortir Gaxton de prison mais Spider-Man intervient. Dans la bagarre, Bennet est tué par une balle perdue. Betty Brant en tient Spider-Man pour responsable. Peter ne peut donc pas lui avouer qu'il est Spider-Man.                                                     | | | | |
| Remarques | Première apparition de Bennet Brant. | Première apparition de Bennet Brant. | Première apparition de Bennet Brant. | Première apparition de Bennet Brant. |
| | | | | |
| 12 | Démasqué par Octopus (Unmasked by Doctor Octopus) | Stan Lee | Steve Ditko | Mai 1964 |
| Betty Brant, qui avait disparu pendant plusieurs jours, est réembauchée au Bugle. Sa joie est de courte durée car le docteur Octopus l'enlève devant Peter et Jameson afin d'attirer Spider-Man dans son piège. Celui-ci, fiévreux, se fait battre par Octopus qui lui ôte son masque devant Betty, Jameson et la police. Tout le monde croit que Peter Parker s'est déguisé pour sauver la jeune femme. Guéri, il parvient à arrêter Octopus qui retourne en prison. Liz, appréciative du courage de Peter, l'invite à une soirée. Il refuse pour retrouver Betty. | | | | |
| Remarques | Première fois que Spider-Man est démasqué. | Première fois que Spider-Man est démasqué. | Première fois que Spider-Man est démasqué. | Première fois que Spider-Man est démasqué. |
| | | | | |
| 13 | Un péril nommé Mystério (The menace of... Mysterio) | Stan Lee | Steve Ditko | Juin 1964 |
| L'été new-yorkais est perturbé par une nouvelle étonnante : Spider-Man a commencé à braquer des joailleries. Peter, qui est très fatigué récemment, se demande s'il ne serait pas somnambule. Il consulte un psychiatre. Au lycée, Liz casse avec Flash et flirte avec Peter. Un individu appelé Mystério contacte Spider-Man par le Bugle et lui demande de le rejoindre au Brooklyn Bridge. Spidey est battu. Jameson invite Mystério au Bugle, ce qui permet à Peter de mettre un traceur sur son adversaire et de le suivre jusqu'à sa tanière. Il le bat et restaure sa réputation. | | | | |
| Remarques | Première apparition de Mystério. | Première apparition de Mystério. | Première apparition de Mystério. | Première apparition de Mystério. |
| | | | | |
| 14 | La grotesque aventure du Bouffon Vert (The Grotesque adventure of... the Green Goblin) | Stan Lee | Steve Ditko | Juillet 1964 |
| Les Exécuteurs, qui ont été emprisonnés par Spider-Man il y a un mois, ont réussi à s'évader. Une étrange créature, le Bouffon Vert, les retrouve et les recrute. Il convainc un producteur hollywoodien de tourner un film avec Spider-Man. Spidey accepte pour aider May, et Peter est envoyé par Jameson prendre des photos. Betty lui avoue qu'elle est jalouse récemment parce que Liz Allan s'intéresse à lui. Spider-Man part sur le plateau au Nouveau-Mexique, et tombe dans le piège du Bouffon. Il affronte les Exécuteurs, puis le Bouffon Vert. Il se réfugie dans une grotte où il combat Hulk dont il a dérangé la tranquillité. Il s'échappe à grand peine, parvient à arrêter les Exécuteurs mais est contraint de laisser le Bouffon Vert s'échapper. | | | | |
| Remarques | Première apparition du Bouffon vert et d'Hulk. Premiers indices sur l'identité du Bouffon : il a assez de ressources financières pour avoir un « laboratoire souterrain » et a les capacités nécessaires pour inventer un aéroglisseur. Son identité n'était peut-être pas encore fixée,. | Première apparition du Bouffon vert et d'Hulk. Premiers indices sur l'identité du Bouffon : il a assez de ressources financières pour avoir un « laboratoire souterrain » et a les capacités nécessaires pour inventer un aéroglisseur. Son identité n'était peut-être pas encore fixée,. | Première apparition du Bouffon vert et d'Hulk. Premiers indices sur l'identité du Bouffon : il a assez de ressources financières pour avoir un « laboratoire souterrain » et a les capacités nécessaires pour inventer un aéroglisseur. Son identité n'était peut-être pas encore fixée,. | Première apparition du Bouffon vert et d'Hulk. Premiers indices sur l'identité du Bouffon : il a assez de ressources financières pour avoir un « laboratoire souterrain » et a les capacités nécessaires pour inventer un aéroglisseur. Son identité n'était peut-être pas encore fixée,. |
| | | | | |
| 15 | Kraven le Chasseur (Kraven the Hunter) | Stan Lee | Steve Ditko | Août 1964 |
| Afin de se venger de Spider-Man, le Chaméléon décide de demander à son camarade, Kraven, un chasseur de bêtes sauvages, de se mettre sur la trace de l'Araignée. Kraven organise un spectacle à son arrivée à New York ; Jameson demande à Peter de venir prendre des photos. Spidey se bat contre Kraven, mais il lui administre une potion qui l'affaiblit. Il bat en retraite. Tante May propose à Peter un rencard avec la nièce de Mme. Watson, sa voisine. La bataille finale a lieu dans un parc public mais Spider-Man parvient à déjouer tous les pièges de Kraven. Kraven et le Caméléon sont finalement expulsés des États-Unis. | | | | |
| Remarques | Première apparition de Kraven le chasseur et première mention de Mary Jane Watson. | Première apparition de Kraven le chasseur et première mention de Mary Jane Watson. | Première apparition de Kraven le chasseur et première mention de Mary Jane Watson. | Première apparition de Kraven le chasseur et première mention de Mary Jane Watson. |
| | | | | |
| 16 | Duel contre Daredevil (Duel with Daredevil) | Stan Lee | Steve Ditko | Septembre 1964 |
| Peter découvre qu'un cirque fait de la publicité pour la venue de Spider-Man le soir-même. Peter doit refuser l'invitation de sa petite-amie, Betty Brant, pour se rendre à ce cirque et comprendre ce qu'il s'y passe. Spider-Man rencontre par hasard Daredevil sur le chemin, sans le savoir. Lors du numéro du cirque, Spidey et le public se font hypnotiser par le Ringmaster. Seul l'avocat aveugle Matt Murdock, alias Daredevil, ne tombe pas en transe. Le Ringmaster ordonne à Spider-Man de combattre Daredevil mais celui-ci parvient à le sortir de sa transe hypnotique. Spider-Man termine le travail en assommant le Ringmaster et ses complices. | | | | |
| Remarques | Première apparition de Daredevil et de Ringmaster. Le premier Amazing Spider-Man Annual se déroule chronologiquement après cette histoire. | Première apparition de Daredevil et de Ringmaster. Le premier Amazing Spider-Man Annual se déroule chronologiquement après cette histoire. | Première apparition de Daredevil et de Ringmaster. Le premier Amazing Spider-Man Annual se déroule chronologiquement après cette histoire. | Première apparition de Daredevil et de Ringmaster. Le premier Amazing Spider-Man Annual se déroule chronologiquement après cette histoire. |
| | | | | |
| 17 | Le retour du Bouffon Vert (The return of the Green Goblin) | Stan Lee | Steve Ditko | Octobre 1964 |
| Cela fait plusieurs mois que Spider-Man s'est battu contre le Bouffon Vert. Peter s'inquiète de son potentiel retour, car il n'avait pas réussi à l'arrêter. Pendant ce temps, Flash Thompson crée un fan-club en l'honneur de Spider-Man. Liz invite Peter devant Betty pour la rendre jalouse. Peter échappe à un rendez-vous avec Mary Jane Watson, que May voulait lui imposer. Lors de la première séance du club, le Bouffon Vert attaque Spider-Man. Alors que la Torche Humaine, présent dans la salle, intervient, Spider-Man doit s'enfuir pour se rendre à l'hôpital où vient d'être admise d'urgence sa tante. Jameson fait paraître un article dénonçant la lâcheté de Spider-Man.                                                                         | | | | |
| | | | | |
| 18 | La fin de Spider-Man (The end of Spider-Man) | Stan Lee | Steve Ditko | Novembre 1964 |
| Tous les problèmes du monde s'abattent sur Peter : il a besoin d'argent pour payer les frais de santé de May, et Spider-Man est conspué par tout New York depuis qu'il a fui son combat contre le Bouffon Vert. Il doit fuir une confrontation avec l'Homme-Sable dans la rue, et refuse de retrouver la Torche Humaine, qui lui lance un appel publiquement. Flash, persuadé que son idole n'est pas un froussard, enfile son costume pour prouver que Spider-Man n'est pas un lâche, mais il est attaqué par des ennemis de Spidey. Peter pense à abandonner sa double identité, mais une conversation avec tante May lui redonne courage. | | | | |
| Remarques | Première fois que Peter décide d'abandonner sa double identité. | Première fois que Peter décide d'abandonner sa double identité. | Première fois que Peter décide d'abandonner sa double identité. | Première fois que Peter décide d'abandonner sa double identité. |
| | | | | |
| 19 | Spidey contre-attaque (Spidey stikes back) | Stan Lee | Steve Ditko | Décembre 1964 |
| Spider-Man est de retour après quelques jours d'absence. Mais les problèmes personnels de Peter Parker ne sont pas finis, car il tombe sur Betty Brant sortant du cinéma avec un certain Ned Leeds. Les Exécuteurs s'allient à l'Homme-Sable pour enlever la Torche Humaine. Délivré par Spider-Man, ils affrontent ensemble les criminels. Alors que Peter rentre chez lui, une ombre le suit dans la rue... | | | | |
| Remarques | Première apparition de Ned Leeds. | Première apparition de Ned Leeds. | Première apparition de Ned Leeds. | Première apparition de Ned Leeds. |
| | | | | |
| 20 | Puis naquit le Scorpion (The coming of the Scorpion) | Stan Lee | Steve Ditko | Janvier 1995 |
| Peter se sent épié depuis quelques jours. Jameson s'associe à un savant, le Dr Stillwell, pour créer un surhomme capable de battre Spider-Man. Le détective privé qui suivait Peter, MacDonald Gargan, est choisi pour devenir le Scorpion. Betty et Peter accompagnent Ned Leeds à l'aéroport JFK, car il part pour six mois, ce qui donne le temps à Peter de mettre les choses au clair avec Betty. Lors d'une confrontation, le Scorpion bat Spider-Man. Stillwell retrouve le Scorpion et lui dit que sa transformation lui fait perdre la capacité de discernement. Il tente d'arrêter le Scorpion mais celui-ci le tue tandis qu'il sombre dans une folie destructrice qui se retourne contre Jameson. Spider-Man parvient, non sans mal, à vaincre le Scorpion. | | | | |
| Remarques | Première apparition du Scorpion. Départ de Ned Leeds en Europe pour six mois. | Première apparition du Scorpion. Départ de Ned Leeds en Europe pour six mois. | Première apparition du Scorpion. Départ de Ned Leeds en Europe pour six mois. | Première apparition du Scorpion. Départ de Ned Leeds en Europe pour six mois. |
| | | | | |
| 21 | L'envol du Scarabée (Where flies the Beetle) | Stan Lee | Steve Ditko | Février 1965 |
| Le Scarabée est libéré de prison. La Torche Humaine abandonne Doris Evans dans la rue pour essayer de l'arrêter. Spider-Man et lui font équipe pour combattre le Scarabée, qui s'échappe. De retour en civil, Peter tombe par hasard sur Dorrie et l'aide à ramasser les sacs qu'elle portait. Remarquant qu'elle a laissé tomber son portefeuille, Peter va chez elle et ils sympathisent, au grand dam de la Torche. Peter décide d'aller chez Doris Evans en tant que Spider-Man pour flirter avec elle, et tombe sur le Scarabée. La Torche et lui le battent. | | | | |
| Remarques | Première apparition du Scarabée. | Première apparition du Scarabée. | Première apparition du Scarabée. | Première apparition du Scarabée. |
| | | | | |
| 22 | Le Clown (The Clown and his Masters of Menace) | Stan Lee | Steve Ditko | Mars 1965 |
| Le Ringmaster et ses complices du cirque forment une nouvelle équipe, les Maîtres de la Menace, afin de continuer leurs larcins. Spider-Man découvre que le groupe s'est reformé, et se met en chasse. Lors d'une exposition d'art organisée par Jameson, celui-ci se fait attaquer par les Maîtres de la Menace et est hospitalisé. Peter se réconcilie avec Betty, et s'en va administrer une raclée à ses ennemis. Jameson sort de l'hôpital, et Peter lui vend les clichés de Spider-Man battant le Ringmaster. | | | | |
| | | | | |
| 23 | Bouffon et larrons (The Goblin and the gangsters) | Stan Lee | Steve Ditko | Avril 1965 |
| Le Bouffon Vert cherche à prendre la place de Lucky Lobo à la tête de la pègre afin de régner sur le monde du crime new-yorkais. Récemment libéré de prison, Frederick Foswell joue les taupes auprès de Lucky Lobo pour le compte de Jameson. Peter découvre une lettre de Ned Leeds à Betty. Spider-Man se retrouve entre le gang de malfrats et le Bouffon Vert. Finalement, au grand dam du Bouffon Vert, tout le gang est arrêté grâce aux informations de Foswell. | | | | |
| Remarques | Libération de Frederick Foswell, qui est à nouveau recruté au Bugle. Première apparition à visage découvert de Norman Osborn. | Libération de Frederick Foswell, qui est à nouveau recruté au Bugle. Première apparition à visage découvert de Norman Osborn. | Libération de Frederick Foswell, qui est à nouveau recruté au Bugle. Première apparition à visage découvert de Norman Osborn. | Libération de Frederick Foswell, qui est à nouveau recruté au Bugle. Première apparition à visage découvert de Norman Osborn. |
| | | | | |
| 24 | Spider-Man disjoncte (Spider-Man goes mad) | Stan Lee | Steve Ditko | Mai 1965 |
| Jameson trouve un nouveau moyen de saboter la réputation de Spider-Man, tandis que Peter se rapproche de Liz, qui lui demande des cours particuliers en science. Un psychiatre européen, Ludwig Rinehart, propose à Jameson d'écrire des articles sur la santé psychique de Spider-Man. Peu après, Spider-Man est victime d'hallucinations. Il va consulter le Dr Rinehart et s'apprête à lui révéler son identité lorsque Jameson, qui a compris que Rinehart est un escroc, arrive. Spidey bat Rinehart, qui n'était autre que Mystério ; c'est lui qui est responsable de cette machination. Peter passe la soirée avec Liz, sa relation avec Betty se tendant de plus en plus.                                                                                      | | | | |
| | | | | |
| 25 | Piégé par J. Jonah Jameson (Captured by J. Jonah Jameson) | Stan Lee et Steve Ditko | Steve Ditko | Juin 1965 |
| La relation entre Peter et Betty s'envenime. Alors qu'ils sont au siège du Bugle, un scientifique appelé Spencer Smythe arrive et propose à Jameson un robot anti-Araignée de son invention. Flash poursuit Peter dans la rue pour le cogner, en même temps que le robot poursuit Spider-Man. Liz, Betty et Flash se rendent chez Peter pour lui parler, et tombent sur l'invitée de May, Mary Jane Watson. En la voyant, Betty Brant et Liz Allen éprouvent une grande jalousie et partent. Tante May découvre le costume de Spider-Man dans la chambre de Peter, mais ne le soupçonne pas. | | | | |
| Remarques | Premier crédit de scénario pour Steve Ditko. Première apparition de Spencer Smythe et de ses robots. Première apparition physique de Mary Jane Watson (visage couvert). | Premier crédit de scénario pour Steve Ditko. Première apparition de Spencer Smythe et de ses robots. Première apparition physique de Mary Jane Watson (visage couvert). | Premier crédit de scénario pour Steve Ditko. Première apparition de Spencer Smythe et de ses robots. Première apparition physique de Mary Jane Watson (visage couvert). | Premier crédit de scénario pour Steve Ditko. Première apparition de Spencer Smythe et de ses robots. Première apparition physique de Mary Jane Watson (visage couvert). |
| | | | | |
| 26 | Que cache le masque du Maître du crime (The mistery of the man in the Crime-Master's mask) | Stan Lee et Steve Ditko | Steve Ditko | Juillet 1965 |
| Alors que Frederick Foswell continue son travail d'infiltration de la pègre, le Bouffon Vert et le Maître du Crime se retrouvent rivaux pour diriger les gangs de New York. Pendant ce temps, les ennuis de Peter continuent : Betty et Liz ne veulent plus lui parler, et Flash lui fait la misère au lycée. Il est convoqué chez le principal pour s'être battu. Enfilant le costume de Spider-Man, il est presque tué par le Maître du Crime. Le Bouffon et le Maître se battent. Devant la pègre, le Maître du Crime assure avoir tué Spider-Man mais le Bouffon Vert arrive avec le héros inanimé. | | | | |
| | | | | |
| 27 | Hello! Le Bouffon brille, brille (Bring back my Goblin to me) | Stan Lee et Steve Ditko | Steve Ditko | Août 1965 |
| Quoiqu'enchaîné, Spider-Man se bat contre les gangsters. Alors que la police intervient sur les lieux, il parvient à briser ses chaînes et part à la poursuite du Maître du Crime dans les égouts. Celui-ci se suicide au moment où il est encerclé par la police sur le toit en face du Bugle, sous les yeux de Spidey et de Jameson. Foswell, qui avait découvert l'identité du Maître du Crime, est innocenté. Il travaillait en réalité sous couverture au sein de la mafia, sous le nom de Patch. | | | | |
| Remarques | Révélation de l'identité du Maître du Crime et des activités louches de Foswell. | Révélation de l'identité du Maître du Crime et des activités louches de Foswell. | Révélation de l'identité du Maître du Crime et des activités louches de Foswell. | Révélation de l'identité du Maître du Crime et des activités louches de Foswell. |
| | | | | |
| 28 | Péril planétaire... L'Homme de lave (The menace of the Molten Man) | Stan Lee et Steve Ditko | Steve Ditko | Septembre 1965 |
| Peter n'a plus de costume de Spider-Man sous la main, car il a perdu le dernier lors de son combat contre le robot du Dr Spencer Smythe. Il se rend donc chez lui, et rencontre l'assistant de Smythe, Mark Raxton. Ce dernier réclame au docteur un alliage métallique liquide qu'il a mis au point. Un faux mouvement durant une altercation entre eux brise le flacon et Raxton s'en trouve recouvert. Raxton devient fou ; Spider-Man parvient à le maîtriser. Peter fonce au lycée avec tante May, et il reçoit son diplôme de fin d'études. Il fait partie, avec Flash, des deux étudiants sélectionnés pour la prestigieuse Empire State University, avec une bourse au mérite. Liz Allan s'excuse de son comportement, lui avoue son amour et lui dit adieu.    | | | | |
| Remarques | Première apparition de l'Homme de métal. Peter quitte le lycée. Le deuxième Amazing Spider-Man Annual se déroule chronologiquement après cette histoire. | Première apparition de l'Homme de métal. Peter quitte le lycée. Le deuxième Amazing Spider-Man Annual se déroule chronologiquement après cette histoire. | Première apparition de l'Homme de métal. Peter quitte le lycée. Le deuxième Amazing Spider-Man Annual se déroule chronologiquement après cette histoire. | Première apparition de l'Homme de métal. Peter quitte le lycée. Le deuxième Amazing Spider-Man Annual se déroule chronologiquement après cette histoire. |
| | | | | |
| 29 | Jamais... Nulle part... En aucun cas... Ne marchez sur un scorpion (Never step on a Scorpion) | Stan Lee et Steve Ditko | Steve Ditko | Octobre 1965 |
| Peter, sorti du lycée et en vacances, semble connaître un nouveau départ. Il s'achète de nouveaux vêtements pour la rentrée, et va voir Betty Brant pour essayer de se réconcilier. Mais celle-ci est en train d'échanger avec Ned Leeds, qui est revenu d'Europe. Au même moment, le Scorpion s'évade de prison et part se venger de J. Jonah Jameson qu'il juge responsable de son état. Une bataille homérique s'ensuit entre Spider-Man et le Scorpion dans les locaux du Bugle. Tante May cache à Peter qu'elle a eu un malaise. | | | | |
| | | | | |
| 30 | La griffe du Chat (The claws of the Cat) | Stan Lee et Steve Ditko | Steve Ditko | Novembre 1965 |
| Un audacieux cambrioleur, surnommé Le Chat, commet de nombreux vols dans New York. Il s'en prend à Jameson, dont il vole des documents importants. Spider-Man essaie de retrouver sa trace. Il rencontre Liz Allan, qui a trouvé un travail et s'est rangée. Betty demande à Peter de venir chez elle, et lui révèle que Ned Leeds lui a fait une demande en mariage. Formulant maladroitement son discours, Peter part de chez elle, alors qu'elle allait lui dire qu'elle était amoureuse de lui. Elle comprend que Peter lui cache un lourd secret. | | | | |
| Remarques | Première apparition du Chat. | Première apparition du Chat. | Première apparition du Chat. | Première apparition du Chat. |

- Cet article est partiellement ou en totalité issu de l'article intitulé « Liste des épisodes de Spider-Man » (voir la liste des auteurs).